# Fiodor III Romanow
Fiodor III Aleksiejewicz, ros. Фёдор III Алексеевич (ur. 30 maja?/9 czerwca 1661 w Moskwie, zm. 27 kwietnia?/7 maja 1682) – car Rosji w latach 1676–1682, syn Aleksego I (1645–1676).

## Życiorys
Fiodor III został carem mając 15 lat. Był wszechstronnie wykształcony, przy tym bardzo chorowity. Wychowywany przez Symeona Połockiego, znał język polski, który za jego panowania był językiem dworu carskiego. Wprowadził szereg reform w państwie. Między innymi zniesione zostały niektóre drastyczne kary, ujednolicone podatki ludności, zwiększone kompetencje wojewodów, przy równoczesnym zmniejszeniu ilości urzędów.
Pragnąc unormować pokojowo stosunki z Polską przedłużył w 1678 r. rozejm andruszowski i zadeklarował chęć zawarcia pokoju. Nie uchronił się jednakże od wojny z Turcją na Ukrainie, gdy hetman Petro Doroszenko, zwasalizowany przez Turcję, próbował podporządkować sobie całą lewobrzeżną Ukrainę. Wojna zakończyła się w 1681 r. uznaniem przez Turcję praw Rosji do terenów Ukrainy zadnieprzańskiej i zakazem zasiedlania tzw. Dzikich Pól na południu Ukrainy.

## Rodzina
Fiodor III był dwukrotnie żonaty. Pierwszą jego żoną została Agafia Gruszecka, którą poślubił 18 lipca?/28 lipca 1680. Z tego związku narodziło się jedyne dziecko cara – Ilia Fiodorowicz (ur. 11 lipca 1681, zm. 21 lipca 1681). W wyniku powikłań poporodowych żona cara wkrótce zmarła. Drugą żoną Fiodora została Marfa Apraksina. Ślub odbył się 15 lutego?/25 lutego 1682. Małżeństwo nie trwało długo, gdyż car zmarł bezpotomnie 27 kwietnia/7 maja 1682.
Po śmierci Fiodora III bezpośrednią władzę regencyjną w Rosji sprawowała jego siostra, Zofia (1682–1689).

## Genealogia
| Michał III Romanow ur. 12/22 VII 1596 zm. 13/23 VII 1645 | Michał III Romanow ur. 12/22 VII 1596 zm. 13/23 VII 1645 |                                                  |                                                  | Eudoksja Strieszniewa ur. 1608 zm. 18/28 VIII 1645 | Eudoksja Strieszniewa ur. 1608 zm. 18/28 VIII 1645 |  |  | Ilja Miłosławski ur. ? zm. ? | Ilja Miłosławski ur. ? zm. ? |                                                      |                                                      | Katarzyna Narbekowa ur. ? zm. ? | Katarzyna Narbekowa ur. ? zm. ? |
|                                                          |                                                          |                                                  |                                                  |                                                    |                                                    |  |  |                              |                              |                                                      |                                                      |                                 |                                 |
|                                                          |                                                          |                                                  |                                                  |                                                    |                                                    |  |  |                              |                              |                                                      |                                                      |                                 |                                 |
|                                                          |                                                          | Aleksy I ur. 19/29 III 1629 zm. 29 I / 8 II 1676 | Aleksy I ur. 19/29 III 1629 zm. 29 I / 8 II 1676 |                                                    |                                                    |  |  |                              |                              | Maria Miłosławska ur. 1/11 IV 1626 zm. 3/13 III 1669 | Maria Miłosławska ur. 1/11 IV 1626 zm. 3/13 III 1669 |                                 |                                 |
|                                                          |                                                          |                                                  |                                                  |                                                    |                                                    |  |  |                              |                              |                                                      |                                                      |                                 |                                 |
|                                                          |                                                          |                                                  |                                                  |                                                    |                                                    |  |  |                              |                              |                                                      |                                                      |                                 |                                 |
|                                                          |                                                          |                                                  |                                                  |                                                    |                                                    |  |  |                              |                              |                                                      |                                                      |                                 |                                 |

|                                            |   | 1 Agafia Gruszecka ur. 1665 zm. 14/24 VII 1681 OO 18/28 VII 1680 | 1 Agafia Gruszecka ur. 1665 zm. 14/24 VII 1681 OO 18/28 VII 1680 | Fiodor III ur. 30 V / 9 VI 1661 zm. 27 IV / 7 V 1682 | Fiodor III ur. 30 V / 9 VI 1661 zm. 27 IV / 7 V 1682 | 2 Marfa Apraksina ur. 1664 zm. 31 XII / 11 I 1716 OO 15/25 II 1682 | 2 Marfa Apraksina ur. 1664 zm. 31 XII / 11 I 1716 OO 15/25 II 1682 |  |  |
|                                            |   |                                                                  |                                                                  |                                                      |                                                      |                                                                    |                                                                    |  |  |
|                                            |   |                                                                  |                                                                  |                                                      |                                                      |                                                                    |                                                                    |  |  |
|                                            | 1 |                                                                  |                                                                  |                                                      |                                                      |                                                                    |                                                                    |  |  |
| Ilja ur. 11/21 VII 1681 zm. 20/30 VII 1681 |   |                                                                  |                                                                  |                                                      |                                                      |                                                                    |                                                                    |  |  |